# Katrina Patchett
 (octobre 2017).
Si vous disposez d'ouvrages ou d'articles de référence ou si vous connaissez des sites web de qualité traitant du thème abordé ici, merci de compléter l'article en donnant les références utiles à sa vérifiabilité et en les liant à la section « Notes et références ».
Katrina Patchett est une danseuse et chorégraphe australienne, née le 12 décembre 1986 à Perth.
Elle est principalement connue pour sa participation à l'émission télévisée Danse avec les stars de 2011 à 2019 et depuis 2022 sur TF1.

## Biographie

### Débuts
Les parents de Katrina sont danseurs. Sa mère est propriétaire d'un studio de danse à Perth, à l'ouest de l'Australie, où Katrina apprend son art. Elle grandit dans ce studio parmi les élèves de sa mère.
Katrina Patchett commence la danse de salon à l'âge de trois ans. Elle participe à des compétitions depuis ses sept ans.
À huit ans, Katrina est la plus jeune danseuse à figurer en finale nationale des mineures. À onze ans, elle est aussi la plus jeune finaliste nationale junior, et à douze, elle est nommée championne junior australienne.
Elle participe à l'Open amateur australien et termine cinquième de la compétition.
À l'âge de 16 ans, Katrina Patchett quitte l'Australie pour s'installer en Europe. Elle vit et travaille au Danemark pendant deux ans et demi avant de venir s'installer définitivement en France, elle a alors 19 ans. Quelques mois après son arrivée, elle rencontre le danseur français Maxime Dereymez, qui devient son partenaire de danse. Ensemble, ils deviennent champions de France de danse sportive en 2007. Ils prennent part à des compétitions, donnent des cours mais aussi animent des ateliers et des conférences.
Après trois ans passés en France, Katrina Patchett, alors âgée de 22 ans, décide de partir en Slovénie pour danser avec Blaz Pocajt et figurer dans des concours en catégorie professionnelle. Ensemble, le couple de danseurs voyage, donne des cours et participe aussi à des compétitions en Europe, en Asie et Australie.
Vers fin 2010, Katrina Patchett et Maxime Dereymez décident de renouveler leur partenariat, après différentes expériences avec d'autres danseurs.

### Danse avec les stars

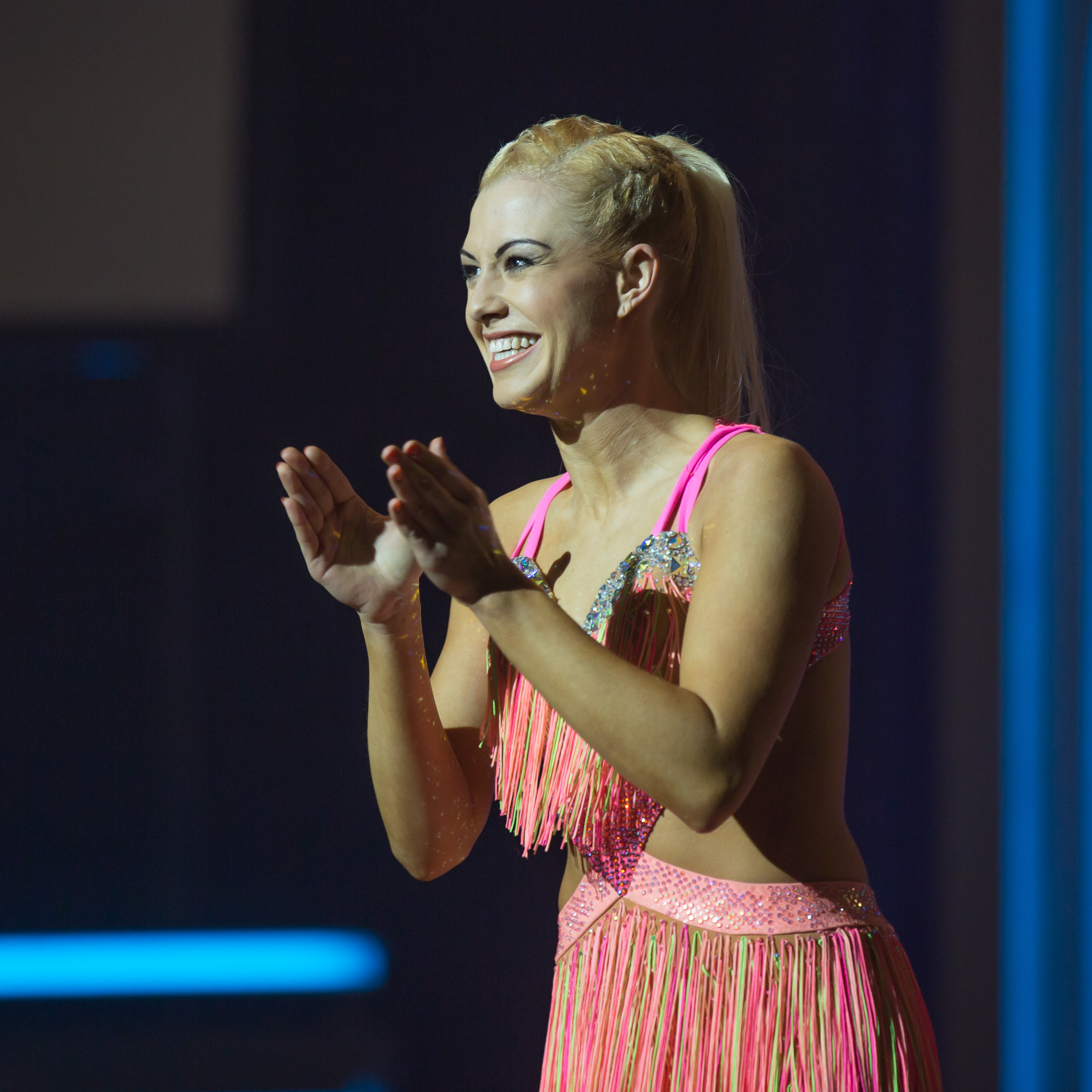
Katrina Patchett au Galaxie d’Amnéville, Danse avec les stars,
le 8 février 2014.

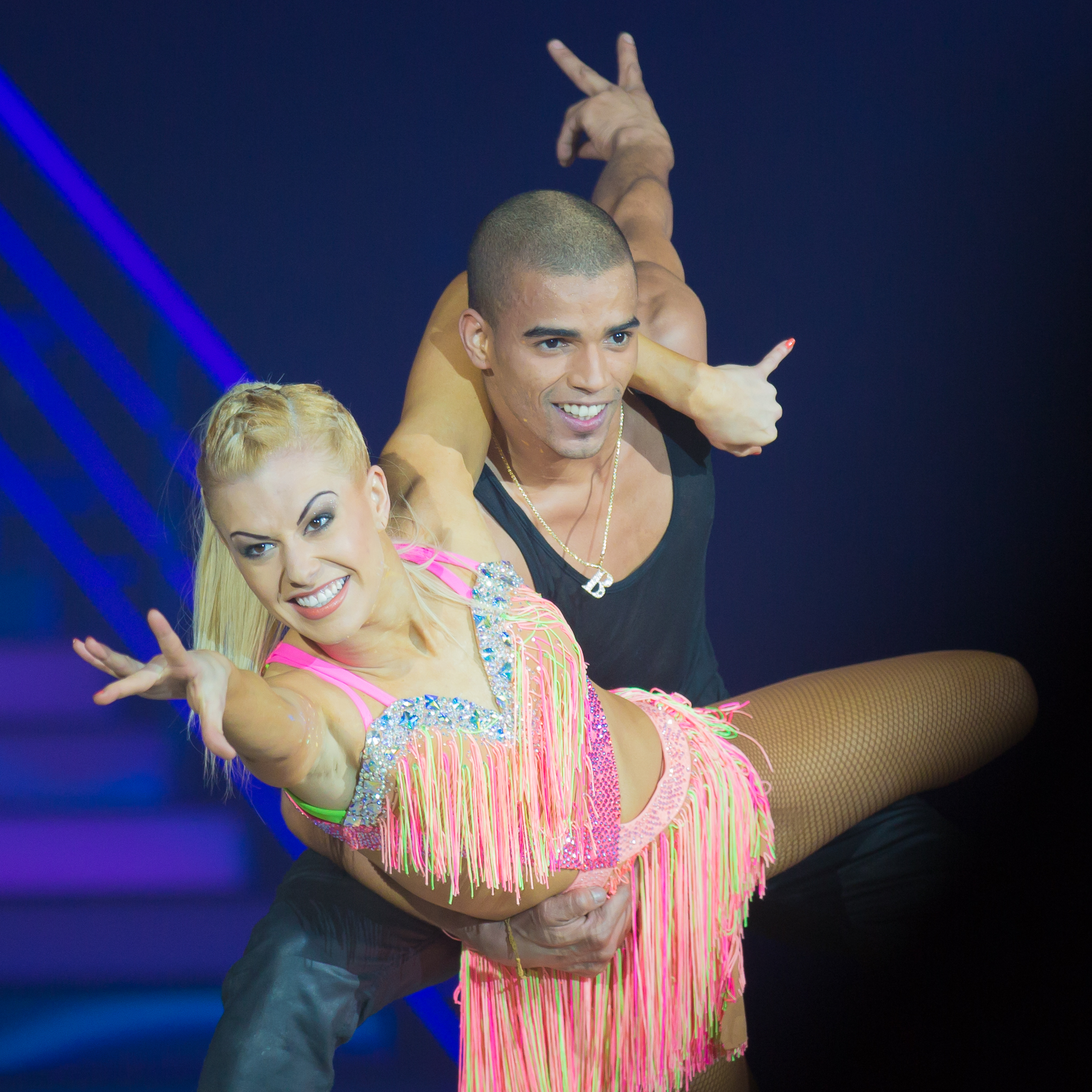
Katrina Patchett dansant avec Brahim Zaibat au Galaxie d’Amnéville, Danse avec les stars,
le 8 février 2014.

#### Émissions
À partir de 2011, Katrina Patchett (tout comme Maxime Dereymez) intègre l'équipe de danseurs professionnels de l'émission Danse avec les stars sur TF1, ce qui lui permet de se faire connaître du grand public. Elle a pour partenaire :
- le chanteur M. Pokora (saison 1, printemps 2011), avec qui elle gagne la compétition en finale,
- le joueur de tennis Cédric Pioline (saison 2, automne 2011), avec qui elle termine neuvième,
- le chanteur Bastian Baker (saison 3, automne 2012), avec qui elle termine septième,
- le chanteur M. Pokora (« Danse avec les stars » fête Noël, Noël 2012), avec qui elle termine troisième,
- le danseur Brahim Zaibat (saison 4, automne 2013), avec qui elle termine deuxième en finale,
- le patineur artistique Brian Joubert (saison 5, automne 2014), avec qui elle termine troisième en finale,
- l'acteur Miguel Ángel Muñoz (saison 5, automne 2014) lors de l'épreuve du changement de partenaire,
- le chanteur Vincent Niclo (saison 6, automne 2015), avec qui elle termine septième,
- l'animateur Olivier Minne (saison 7, automne 2016), avec qui elle termine onzième et dernière,
- l'animateur Vincent Cerutti (saison 8, automne 2017), avec qui elle termine dixième et dernière,
- le footballeur Basile Boli (saison 9, automne 2018), avec qui elle termine septième,
- l'animateur Moundir Zoughari (saison 10, automne 2019), avec qui elle termine neuvième.
- l'homme politique et ancien judoka David Douillet (saison 12, automne 2022) avec qui elle termine douzième et dernière[2]
- l'aventurier Claude Dartois (saison 14, printemps 2025), avec qui elle termine septième.

#### Tournées d'été et tournéesDALS
Pendant l'été 2012, Katrina Patchett, Maxime Dereymez et Fauve Hautot font partie de la tournée des plages de TF1.
Lors de l'été 2013, ils reprennent tous les trois part à la tournée d'été de TF1.
À la suite du succès de l'émission la tournée d'été 2014 se voit agrandie. Katrina Patchett, Maxime Dereymez, Fauve Hautot y participent toujours mais ils accueillent Silvia Notargiacomo et Christophe Licata (parfois remplacé par Yann-Alrick Mortreuil) dans cette aventure.
TF1 et Cheyenne Productions organisent une tournée Danse avec les stars lors de l'hiver 2013-2014. Katrina y danse avec Brahim Zaibat, son partenaire lors de la saison 4. La tournée est renouvelée pour l'hiver 2014-2015, puis pour début 2016.

### Autres apparitions télé
Le 15 février 2013, elle est candidate au jeu Splash : Le Grand Plongeon sur TF1.
Katrina Patchett participe à l'émission Fort Boyard lors de l'été 2013. L'équipe menée par Baptiste Giabiconi remporte 8 150 € pour l'association Face au Monde qui vient en aide à des enfants ayant une difformité du visage.
En avril 2021 elle participe auprès du chef cuisinier Manu Feildel à la saison 18 de Dancing with the Stars en Australie. Cette saison est une saison "all star", et Feildel a remporté la saison 11.

### D'pendanse
Katrina Patchett fait aussi partie de la troupe D'Pendanse qui réunit des danseurs professionnels de Danse avec les stars tels que Maxime Dereymez, Fauve Hautot, Christian Millette, Denitsa Ikonomova, Yann-Alrick Mortreuil, Jade Geropp et Guillaume Foucault (depuis 2015, qui remplace Yannick Elamari). La troupe se produit sur différentes scènes à partir de 2014.

### Enseignement
Katrina Patchett et Maxime Dereymez continuent ensemble de donner des cours, animer des ateliers et participer à des compétitions.
En outre, comme Katrina Patchett parle le français et l'anglais, elle enseigne son art en Europe et à Hong Kong.
Tous les ans elle donne des cours à des débutants ou non lors de stages[réf. nécessaire].

## Vie privée
En octobre 2011, Katrina devient la compagne du mannequin et ex-candidat de l'émission Koh-Lanta, Valentin d'Hoore (né le 24 janvier 1990) - qu'elle a épousé le 1er septembre 2017 à Linselles. Après près d'un an de rumeurs, elle officialise leur séparation le 12 novembre 2020 sur les réseaux sociaux,.

## Titres
- Championne junior australienne.
- Championne de France en danse sportive, catégorie standard.
- Double championne d'Australie.
- Premier couple représentant la Slovénie et la France pour les Championnats du monde et d'Europe.
- Gagnante de la saison 1 de Danse avec les Stars sur TF1, avec M. Pokora (printemps 2011).
- 3e de l'émission spéciale « Danse avec les stars » fête Noël avec M. Pokora (Noël 2012).
- 2e de la quatrième saison de Danse avec les stars, avec Brahim Zaibat